# Heteropalpia pallidior
Heteropalpia pallidior là một loài bướm đêm trong họ Erebidae.